# Praia dos Carneiros
A Praia dos Carneiros foi eleita uma das 15 melhores praias do mundo pelos usuários do TripAdvisor.
A Praia dos Carneiros é uma praia localizada no município de Tamandaré, no estado brasileiro de Pernambuco. É considerada uma das praias mais bonitas do Brasil.
Caracterizada por altos coqueiros, areias claras e finas e águas calmas e quentes praticamente durante todo o ano, tem sua paisagem moldada pelo estuário (foz) do rio Formoso e por uma grande barreira de recifes que forma piscinas naturais na maré baixa. Nos dias de chuva a vazão do rio aumenta e as águas dentro do estuário sofrem variação de cor e temperatura, mas em dias ensolarados a água do mar predomina na zona estuarina. O mar calmo favorece a prática de esportes náuticos. Está situada a 113 km da capital pernambucana, Recife, e a 90 km de seu aeroporto.
Uma das principais atrações do lugar é a Capela de São Benedito, pequena igreja do século XVIII considerada cartão-postal, onde ocorrem cerimônias de casamento e batizado. Outra importante atração da região é a Ilha de Santo Aleixo, localizada no município vizinho de Sirinhaém, a meio do trajeto de barco entre Carneiros e Porto de Galinhas. O Forte de Santo Inácio de Loyola e o farol ficam a cerca de oito quilômetros, na Praia de Tamandaré. Nas proximidades da Praia dos Carneiros está situada Maragogi, já no litoral alagoano, na divisa com Pernambuco. Existem passeios deslumbrantes que podem ser feitos na Praia dos Carneiros, como visitar os bancos de areia, visitar a área do banho de lama e conhecer as piscinas naturais da região.
O acesso por terra a Carneiros fica em uma propriedade particular, onde há grandes restaurantes que cobram taxa de consumação mínima. Também é possível acessá-la por barco ou caminhando cerca de sete quilômetros na areia a partir da Praia de Tamandaré. Há dias ensolarados em todos os meses do ano, mas os meses de abril, maio, junho e julho são os mais chuvosos no litoral de Pernambuco, sendo junho o mês com os maiores índices pluviométricos. A melhor época vai de setembro a fevereiro, e os meses com mais dias de sol são outubro, novembro e dezembro.

## História
As terras da região onde está situada a Praia dos Carneiros pertenciam ao Visconde de Rio Formoso, Francisco de Caldas Lins, quando Tamandaré era ainda um distrito da cidade de Rio Formoso. A localidade, contudo, é muito antiga.
Sua denominação provém do nome de um dos antigos proprietários da área, José Henrique Carneiro.

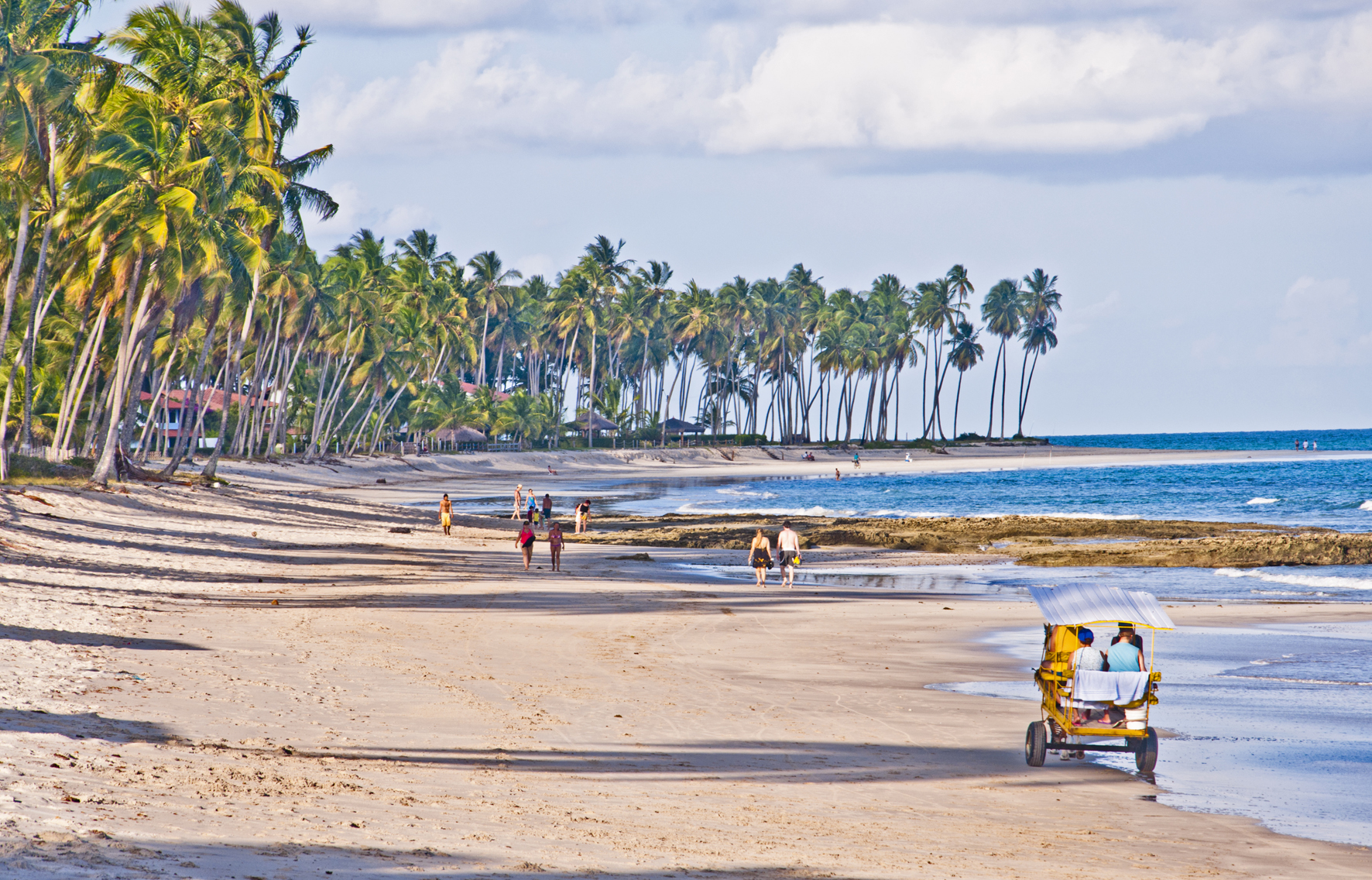
Entardecer na Praia dos Carneiros
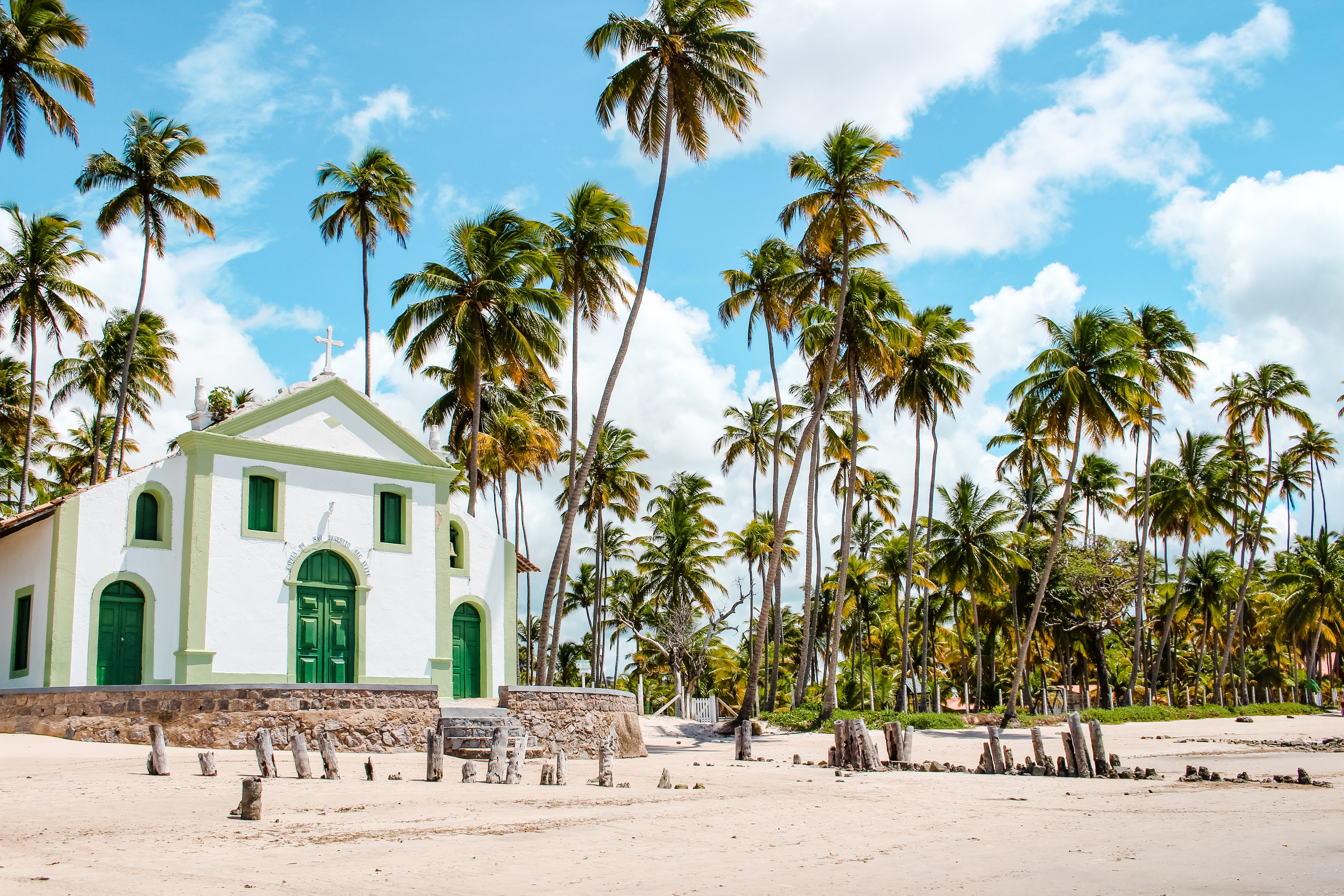
Capela de São Benedito
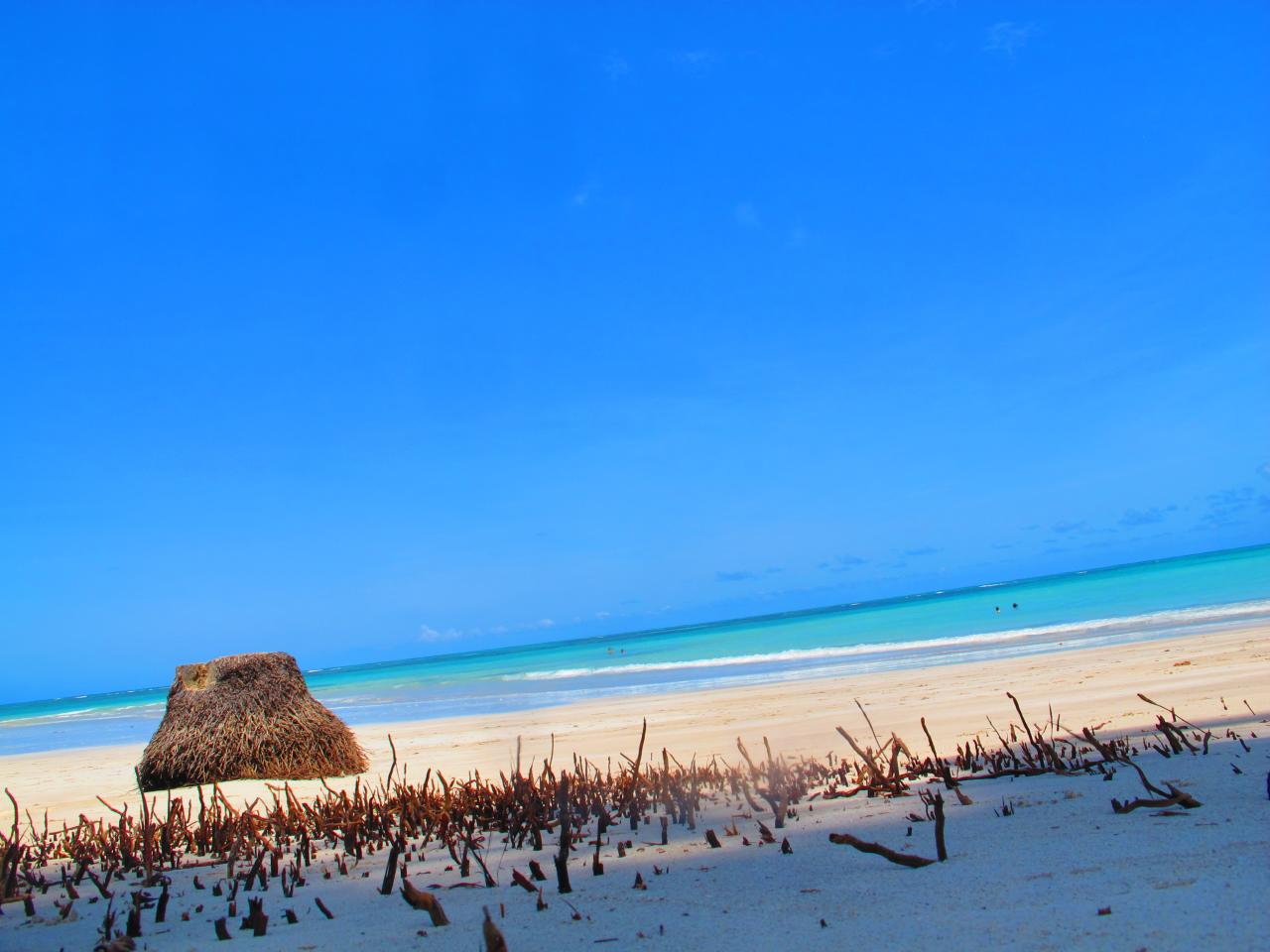
Raízes de coqueiro em meio a faixa de areia